# Astrocyanit-(Ce)
Astrocyanit-(Ce) ist ein sehr selten vorkommendes Mineral aus der Mineralklasse der „Carbonate und Nitrate“ mit der idealisierten chemischen Zusammensetzung Cu2Ce2(UO2)(CO3)5(OH)2·1,5H2O und ist damit chemisch gesehen ein wasserhaltiges Kupfer-Cer-Uranylcarbonat mit zusätzlichen Hydroxidionen.
Astrocyanit-(Ce) kristallisiert im hexagonalen Kristallsystem, entwickelt jedoch nur sehr kleine, tafelige Kristalle bis etwa einem Millimeter Größe, die oft zu stern- bis rosettenförmigen Mineral-Aggregaten angeordnet sind. Die durchscheinenden bis undurchsichtigen Kristalle sind von hellblauer bis blaugrüner Farbe und zeigen auf den Oberflächen einen glasähnlichen Glanz. Auf der Strichtafel hinterlässt Astrocyanit-(Ce) einen bläulichweißen Strich.

## Etymologie und Geschichte
Astrocyantit-(Ce) wurde erstmals 1990 von Michel Deliens und Paul Piret beschrieben. Die Autoren geben als allgemeine Formel für den variierenden Gehalt an Seltenerdelementen (REE = Rare Earth Element(s)) die Formel mit Cu2(REE)2(UO2)(CO3)5(OH)2·1,5(H2O) an. Der Name des Minerals setzt sich aus altgriechisch ἄστρον ástron, deutsch ‚Stern‘, und κυανός kyanós, deutsch ‚dunkelblau‘, zusammen.
Das Typmaterial des Minerals wird im Muséum des sciences naturelles de Belgique unter der Katalog-Nr. RC3513 aufbewahrt.

## Klassifikation
In der veralteten, aber teilweise noch gebräuchlichen 8. Auflage der Mineralsystematik nach Strunz gehörte der Astrocyanit-(Ce) zur gemeinsamen Mineralklasse der „Carbonate, Nitrate und Borate“ und dort zur Abteilung der „Uranylcarbonate [UO2]2+ bis [CO3]2−“, wo er zusammen mit Bijvoetit-(Y), Kamotoit-(Y) und Shabait-(Nd) die unbenannte Gruppe V/F.06 bildete.
Die seit 2001 gültige und von der International Mineralogical Association (IMA) verwendete 9. Auflage der Strunz’schen Mineralsystematik ordnet den Astrocyanit-(Ce) in die neu definierte Klasse der „Carbonate und Nitrate“, dort aber ebenfalls in die Abteilung der „Uranylcarbonate“ ein. Diese ist weiter unterteilt nach dem Stoffmengenverhältnis vom Urandioxid (UO2) zum Carbonat-Komplex (CO3), so dass das Mineral entsprechend seiner Zusammensetzung in der Unterabteilung „UO2 : CO3 > 1 : 1“ zu finden ist, wo es als einziges Mitglied die unbenannte Gruppe 5.EF.05 bildet.
Auch die vorwiegend im englischen Sprachraum gebräuchliche Systematik der Minerale nach Dana ordnet den Astrocyanit-(Ce) wie die veraltete Strunz’sche Systematik in die gemeinsame Klasse der „Carbonate, Nitrate und Borate“ und dort in die Abteilung der „Carbonate - Hydroxyl oder Halogen“ ein. Hier ist er als einziges Mitglied in der unbenannten Gruppe 16b.01.06 innerhalb der Unterabteilung „Carbonate – Hydroxyl oder Halogen mit (A)m(B)n(XO3)pZq, mit (m+n):p=1:1“ zu finden.

## Kristallstruktur
Astrocyanit-(Ce) kristallisiert im hexagonalen Kristallsystem in der Raumgruppe P6/mmm (Raumgruppen-Nr. 191) mit den Gitterparametern a = 14,96 Å (1 Å = 100 pm) und c = 26,86 Å sowie 12 Formeleinheiten pro Elementarzelle.

## Eigenschaften
Das Mineral ist durch seinen Urangehalt von bis zu 25,0 Gew.-% sehr stark radioaktiv. Unter Berücksichtigung der natürlichen Zerfallsreihen wird für Astrocyanit-(Ce) eine spezifische Aktivität von etwa 45,2 kBq/g angegeben (zum Vergleich: natürliches Kalium 0,0312 kBq/g).
Durch die begleitenden Seltenerdelemente können die Summenformeln unterschiedlicher Mineralproben von Astrocyanit-(Ce) voneinander abweichen. Beispielsweise gibt Webmineral neben der eingangs genannten Formel zusätzlich folgende Formel für die Zusammensetzung an: Cu2Ce0,1Nd0,6La0,2Pr0,2Sm0,1(UO2)(CO3)5(OH)2·2,7(H2O) In absteigender Häufigkeit finden sich folgende Seltenerdelemente als Begleiter in Astrocyanit-(Ce): Cer (Ce), Neodym (Nd), Lanthan (La), Praseodym (Pr), Samarium (Sm) und Yttrium (Y).

## Bildung und Fundorte

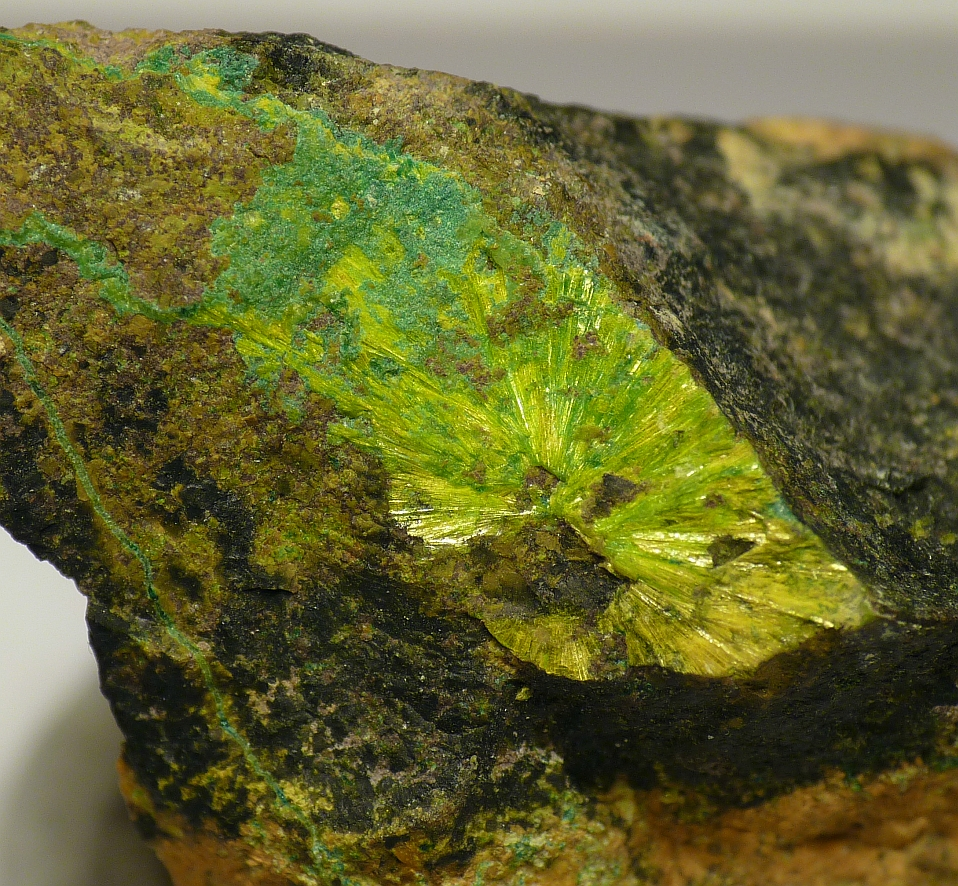
Dunkelgrüner Astrocyanit-(Ce) und gelblichgrüner Kamotoit-(Y) aus der Typlokalität Tagebau Ost-Kamoto

Astrocyanit-(Ce) bildet sich als sekundäres Uranmineral in der Oxidationszone primärer Uranerze.
Das Mineral ist bisher ausschließlich aus der Typlokalität Kamoto Ost (Kamoto East Open cut) in Kamoto in der Demokratischen Republik Kongo bekannt. Es ist dort vergesellschaftet mit Françoisit-(Nd), Kamotoit-(Y), Masuyit, Schuilingit-(Nd), Shabait-(Nd) und Uranophan. Es bildet sich auf dolomitischer Matrix.

## Vorsichtsmaßnahmen
Auf Grund der starken Radioaktivität des Minerals sollten Mineralproben vom Astrocyanit-(Ce) nur in staub- und strahlungsdichten Behältern, vor allem aber niemals in Wohn-, Schlaf- und Arbeitsräumen aufbewahrt werden. Ebenso sollte wegen der hohen Toxizität und Radioaktivität von Uranylverbindungen eine Aufnahme in den Körper (Inkorporation, Ingestion) auf jeden Fall verhindert und zur Sicherheit direkter Körperkontakt vermieden sowie beim Umgang mit dem Mineral Mundschutz und Handschuhe getragen werden.